# Kryger (herb szlachecki)

Herb Kryger

Kryger - odmiana

Kryger, Krygier (Krieger) – herb szlachecki.

## Opis herbu
1. Na tarczy dwudzielnej, w polu prawym złotym – skrzydło czarne, w lewym czerwonym – srebrne. W klejnocie takie samo skrzydło srebrne[1].
2. Na tarczy dwudzielnej, w polu prawem złotem – skrzydło czarne, w lewem czerwonem – srebrne. Nad hełmem w koronie dwa skrzydła złożone: pod spodem srebrne, z wierzchu czarne[2].

## Herbowni
Krieger, Kriger, Kryger, Krygier, Toruński